# Islamska zajednica u Crnoj Gori
Islamska zajednica u Crnoj Gori (IZCG) (alb.: Bashkësia Islame në Mal të Zi) (BIM) je vjerska organizacija muslimana u Crnoj Gori. 
Duhovno vodstvo muslimana u Crnoj Gori zove se Mešihat, a najviši predstavnik Islamske zajednice u Crnoj Gori je reis. Trenutni reis je Rifat ef. Fejzić koji je na ovoj dužnosti od 2003. godine. 
Sjedište Islamske zajednice u Crnoj Gori nalazi se u Podgorici.

## Povijest
U Osmanskom Carstvu upravljanje nad islamskim vjerskim objektima i imovinom, kao i s vjerskim službama u džamijama i medresama, vršila je upravna vlast pod vođstvom sultana. On je bio kalif. Vjerske poslove u njegovo ime obavljali su dekretirane muftije, šerijatski suci, muderisi i imami. 
Prestankom osmanske vlasti 1878. godine (Berlinski kongres), odnosno Balkanskim ratovima na području Crne Gore uspostavljena je vlast koja nije bila islamska.

### Izbor muftije
Odredbama Berlinskog kongresa, zajamčena je muslimanima sloboda njihove vjere i pravo raspolaganja vakufskom imovinom u Crnoj Gori, Tome je prilikom je ustanovljeno i ustrojstvo muftiluka na čelu s muftijom, a čije se sjedište nalazilo u Crnoj Gori. To je potvrđeno i Ustavom za Knjaževinu Crnu Goru iz 1905. godine. 
Za prvog muftiju u Crnoj Gori postavljen je 1878. godine Salih ef. Huli, iz Ulcinja. Njega je po odobrenju kalife postavljao šejhul-islam iz Istanbula. Njegovo sjedište bilo je prvo u Ulcinju a zatim preneseno u Podgoricu. 
Zbog nesporazuma s crnogorskim vlastima, Salih ef. Huli iselio se u Skadar 1883. god. Kralj Nikola I. uputio je molbu osmanskoj vladi da pošalju novog muftiju. U listopadu 1887. godine Osmansko Carstvo je poslalo istanbulskog muderisa Mustafu ef. Tikvešliju, koga šejhul-islam postavlja za novog muftiju u Crnoj Gori, sa sjedištem muftijstva u Podgorici. Ponovo je i između muftije Mustafe ef. Tikvešlije i vlasti često dolazio do nesporazuma, pa je na kraju i on napustio Crnu Goru i vratio se za Istanbul. Treći muftija u Crnoj Gori izabran je Murteza ef. Karađuzović. Dana 17. lipnja 1912. godine Ukazom kralja Nikole I., Karađuzović je postavljen za muftiju, s prestavkom upućenom Mešihatu u Istanbul, kako bi njegovo postavljenje bilo šerijatski ispravno. Svoju dužnost je obavljao sve do 1918. godine kada je na podgoričkoj skupštini proglašeno ujedinjenje sa Srbijom, a Kralj Nikola I. svrgnut s vlasti. Ovim je ukinut Podgorički muftiluk, a prvo je prenesen u Niš, a kasnije u Beograd i proglašeno Vrhovno muftijstvo u Beogradu, odnosno Vrhovnim islamskim nadleštvom za Srbiju (Sjevernu Makedoniju, Sandžak, Kosovo) i Crnu Goru, na čelu s vrhovnim muftijom Mehmedom Zekerijah ef. Ćinarom.
U Kraljevini Srba, Hrvata i Slovenaca u početku su postojale dvije islamske zajednice odnosno dva Ulema-medžlisa: jedna u Skoplju koja je pokrivala Sjevernu Makedoniju s Kosovom, Srbijom i Sandžakom u čijem sastavu ulazi i Crna Gora, a druga za Bosnu i Hercegovinu, Hrvatsku, Sloveniju i Dalmaciju, kojom upravlja reis-ul-ulema u Sarajevu. Jedinstvena Islamska zajednica uspostavljena je 1930. godine Ustavom Islamske zajednice, pri čemu je sjedište reis-ul-uleme prebačeno iz Sarajeva u Beograd. Nekoliko godina kasnije (1936.) novim zakonom i Ustavom Islamske zajednice ukinute su institucije muftijstva, a sjedište reis-ul-uleme je vraćeno iz Beograda u Sarajevo. 
Nakon Drugog svjetskog rata, u Crnoj Gori je 1948. osnovano Islamsko starješinstvo, i za prvog predsjednika Starješinstva u ovoj državi izabran je Husein ef. Redžepagić, imam iz Plava, a 1959. izabran je hfz. Šukrija ef. Bakalović, rodom iz Ulcinja, koji je obavljao svoju dužnost sve do smrti 1975. godine.
Sljedeće 1976. godine, za predsjednika Starješinstva Islamske zajednice u Srbiji i Crnoj Gori, na zasjedanju Vrhovnog Sabora Islamske zajednice u SFR Jugoslaviji, održanog u Sarajevu izabran je Idriz ef. Demirović, dotadašnji imam u Baru. Dužnost je obavljao sve do 2003. godine, kada se povukao iz službe i na izborima 2003. godine za reis efendiju Islamske zajednice u Crnoj Gori je izabran Rifat ef. Fejzić, iz Rožaja.

### Raspad SFR Jugoslavije
Raspad SFR Jugoslavije a posebno rat u Bosni i Hercegovini itekako se reflektuju na muslimane u Crnoj Gori i na njihovu sigurnost. Na prostorima Bukovice kod Pljevalja, džamija u selu Planjsko je 19. travnja 1993. godine zapaljena. U selu Raščići je 20. svibnja iste godine eksplozivom uništen minaret na džamiji, a u selu Rosulje je izvršen napad na džamiju i tom su prilikom polomljena stakla na prozorima. Na minaret Husein-pašine džamije u Pljevlju 7. siječnja 1993. pucano je iz vatrenog oružja. U Podgorici je 30. rujna 1991. godine podmetnuta eksplozivna naprava pored džamije i tom prilikom su polomljena sva prozorska stakla džamije, kancelarije Mešihata i Odbora kao i obližnjih objekata, popucala fasada a 1993. oštećena je fasada munare od ispaljenih metaka iz vatrenog oružja. Uz džamiju u Tuđemilu kod Bara je 27. rujna 1993. podmetnuta eksplozivna naprava kojom prilikom su oštećena stakla na prozorima. U Nikšiću je 15. svibnja 1993. godine od eksplozivne naprave oštećena džamija u Grudskoj mahali koja ujedno predstavlja kulturno-povijesni spomenik. Na njoj su popucala stakla na prozorima, oštećena fasada, polomljen crijep.
Zbog raspada SFR Jugoslavije, dolazi i do raspada jedinstvene Islamske zajednice. Imajući to na umu, Sabor Islamske zajednice u Crnoj Gori 1994. donosi svoj Ustav, kojim potvrđuje kontinuitet Islamske zajednice u Crnoj Gori u pravnim i organizacionim pitanjima i zadržava duhovno jedinstvo s članicama bivše jedinstvene Islamske zajednice u Jugoslaviji. Po tom Ustavu Islamske zajednice u Crnoj Gori, osnovani su autonomni organi i institucije na čijem čelu je reis Islamske zajednice u Crnoj Gori. Na taj je ova vjerska zajednica postala i jedina čije će područje duhovne jurisdikcije biti usaglašeno s granicama Crne Gore.

## Poglavari
Poglavar Islamske zajednice u Crnoj Gori nosi je reis. Islamska zajednica u Crnoj Gori nije uzela za svog poglavara naslov reisu-ul-ulema, jer je takav naslov u svijetu specifičan samo za poglavara iste organizacije u Bosni i Hercegovini. Iako nije u jedinstvu s Islamskom zajednicom u Bosni i Hecegovinu, Islamska zajednice priznaje reis-ul-ulemu Islamske zajednice u Bosni i Hercegovini kao najvišeg autoriteta muslimana na Balkanu.[nedostaje izvor]
| Muftije 1878. – 1918.                                                    |                            |                |                |          |
| #                                                                        | Ime i prezime              | Mandat započeo | Mandat završio | Napomena |
| 1.                                                                       | Salih ef. Huli             | 1878.          | 1883.          |          |
| 2.                                                                       | Mustafa ef. Tikvešlija     | 1887.          | 1912.          |          |
| 3.                                                                       | Murteza ef. Karađuzović    | 1912.          | 1918.          |          |
| Predsjednici Starješinstva Islamska zajednice u Crnoj Gori 1948. – 2003. |                            |                |                |          |
| 4.                                                                       | Husein ef. Redžepagić      | 1948.          | 1959.          |          |
| 5.                                                                       | hfz. Šukrija ef. Bakalović | 1959.          | 1975.          |          |
| 6.                                                                       | Idriz ef. Demirović        | 1976.          | 1994.          |          |
| Reisovi 1994.-trenutačno                                                 |                            |                |                |          |
| (6.)                                                                     | Idriz ef. Demirović        | 1994.          | 2003.          |          |
| 7.                                                                       | Rifat ef. Fejzić           | 2003.          | Trenutačno     |          |

## Organizacija
Islamska zajednica u Crnoj Gori je podijeljena na trinaest medžlisa (odbora) Islamske zajednice. To su: Podgorica, Ulcinj, Bar, Ostros, Dinoša, Tuzi, Rožaje, Berane, Petnjica, Bijelo Polje, Pljevljima, Plavu i Gusinju. Medžlisi su dalje podijeljenji na džemate, koji čine najmanje organizacione jedinice Islamske zajednice. Sabor Islamske zajednice kao najviše tijelo koji broji dvadeset dva člana bira osmočlani Mešihat kao svoj izvršni organ. Članovi Sabora, članovi Mešihata, glavni imami i trinaest uglednih građana čine posebno izborno tijelo koje bira reisa Islamske zajednice u Crnoj Gori. Islamska zajednice u Crnoj Gori u svome sastavu ima i medresu "Mehmed Fatih", koja se nalazi u Tuzima, te Radio Fatih koji se nalazi u Podgorici.

## Ustanove

### Obrazovne ustanove
- Medresa Mehmed Fatih u Tuzima, osnovana 2000.

### Mediji
- Elif - Islamske novine, osnovane 2000.[4]
- Radio Fatih u Podgorici, osnovan 2018.[3]

## Vanjske poveznice
- Islamska zajednica u Crnoj Gori